# Yoshihiro Nishida
Yoshihiro Nishida (西田 吉洋 Nishida Yoshihiro?, nacido el 30 de enero de 1973 en Ehime) es un exfutbolista japonés. Jugaba de centrocampista y su último club fue el Consadole Sapporo de Japón.

## Trayectoria

### Clubes
| Club                | País  | Año         |
| ------------------- | ----- | ----------- |
| Sanfrecce Hiroshima | Japón | 1995        |
| Kyoto Purple Sanga  | Japón | 1996 - 1997 |
| Avispa Fukuoka      | Japón | 1998 - 1999 |
| Tokyo Verdy         | Japón | 2000 - 2002 |
| Consadole Sapporo   | Japón | 2002 - 2003 |